# Stade Tonino-Benelli
Le stade Tonino-Benelli (en italien : Stadio Tonino Benelli) est un stade de football italien situé dans la ville de Pesaro, dans les Marches.
Le stade, doté de 4 898 places et inauguré en 1927, sert d'enceinte à domicile à l'équipe de football du Vis Pesaro dal 1898.
Il porte le nom de Tonino Benelli, motocycliste plusieurs fois champion d'Italie et le plus jeune des six frères Benelli (originaires de la ville), décédé dans un accident de la route.

## Histoire
L'initiateur de la construction est Romolo Rifelli, entrepreneur en bâtiment et président d'une association locale. Le stade ouvre ses portes en 1927, année où le club de Vis Pesaro quitte alors son terrain de jeu situé de Baia Flaminia pour venir s'installer dans le nouveau stade..
À l'origine, une piste cyclable entourait le terrain de jeu, en faisant un stade-vélodrome.
Le 3 juillet 1982, le stade accueille le Superbowl du championnat d'Italie de football américain entre les Rhinos de Milan et les Frogs de Legnano (victoire des milanais 11-0).
En mars 2014, le stade subit des rénovations, impliquant l'enlèvement des filets entre le terrain et les tribunes.